# 시모코아니촌
시모코아니촌(下小阿仁村)은 아키타현 기타아키타군에 있던 촌이다.

## 역사
- 1889년 4월 1일 - 정촌제 시행에 의해 5촌의 구역으로 시모코아니촌이 성립하였다.
- 1955년 3월 31일 - 시모오노촌, 오치아이촌,가미오노촌과 합병해 아이카와정이 성립해, 동일 시모코아니촌은 폐지되었다.

## 교통

### 도로
- 고조메 가도(현:국도 285호선)